# Dolores Kendrick
Dolores Kendrick (Washington D. C., 7 de septiembre de 1927-Washington D. C.,  7 de noviembre de 2017) fue una poetisa estadounidense.
Su libro The Women of Plums: Poems in the Voices of Slave Women ganó el Premio Anisfield-Wolf.

## Biografía
Dolores Teresa Kendrick era hija de Josephine, músico y profesora, y Robert "Ike", publicista del Capitol Spotlight. Creció en el vecindario de LeDroit Park cerca de la Universidad Howard. Fue al Dunbar High School donde comenzó a escribir poesía y posteriormente fue al Miners Teachers College para estudiar Filología Inglesa. Consiguió el graduado de lingüista en la Universidad de Georgetown en 1970 como parte del Programa de Becas para Maestros Experimentados.
Entre sus obras, adaptó su poemario The Women of Plums para el teatro, por el que ganó el Premio de Dramaturgia de Nueva York de 1998.
Kendrick murió en su casa de Washington D. C. a los 90 años por las complicaciones con un cáncer.

## Obra
- Through the Ceiling, Paul Breman Limited, 1975
- Now Is the Thing to Praise, Lotus Press, 1984, ISBN 978-0-916418-54-0
- The Women of Plums: Poems in the Voices of Slave Women, Phillips Exeter Academy Press, 1990, ISBN 978-0-939618-08-8
- Why the woman is singing on the corner: a verse narrative, Peter E. Randall Publisher, 2001, ISBN 978-1-931807-00-5